# Міжнародний турнір з тріатлону 2014 (Київ)
2014 Kyiv ETU Triathlon European Cup — міжнародний турнір з тріатлону, що відбувся в Києві 28 червня 2014 року. Це етап Кубка Європи, що проходив під егідою Європейської федерації тріатлону. Переможцями стали Юлія Єлістратова (Україна) і Педру Пальма (Португалія).

## Жінки
| Місце | Тріатлоністка       | Країна      | Результат |
| ----- | ------------------- | ----------- | --------- |
| 1     | Юлія Єлістратова    | Україна     | 02:05:29  |
| 2     | Ліза Зібургер       | Німеччина   | 02:06:19  |
| 3     | Агнешка Цеслак      | Польща      | 02:07:28  |
| 4     | Пауліна Котфіка     | Польща      | 02:07:33  |
| 5     | Інна Рижих          | Україна     | 02:07:45  |
| 6     | Ганна Казмерчак     | Польща      | 02:08:18  |
| 7     | Івана Курячкова     | Словаччина  | 02:09:10  |
| 8     | Дарія Плетікапа     | Хорватія    | 02:09:31  |
| 9     | Анна Абдулова       | Україна     | 02:10:25  |
| 10    | Андрея Феррум       | Португалія  | 02:12:12  |
| 11    | Іпек Озтосун        | Туреччина   | 02:14:00  |
| 12    | Дар'я Федченко      | Україна     | 02:14:23  |
| 13    | Діана Машевська     | Україна     | 02:14:50  |
| 14    | Жасмін Марті        | Швейцарія   | 02:14:55  |
| 15    | Ксенія Левковська   | Азербайджан | 02:15:41  |
| 16    | Беррак Ірмак        | Туреччина   | 02:16:16  |
| 17    | Олександра Гришина  | Україна     | 02:17:01  |
| 18    | Едже Джалп          | Туреччина   | 02:18:40  |
| DNF   | Анастасія Давиденко | Україна     | DNF       |
| DNF   | Юлія Никоненко      | Україна     | DNF       |

## Чоловіки
| Місце | Тріатлоніст          | Країна     | Результат |
| ----- | -------------------- | ---------- | --------- |
| 1     | Педру Пальма         | Португалія | 01:49:20  |
| 2     | Єгор Мартиненко      | Україна    | 01:49:26  |
| 3     | Акош Ванек           | Угорщина   | 01:49:32  |
| 4     | Іван Іванов          | Україна    | 01:49:45  |
| 5     | Маттія Чеккареллі    | Італія     | 01:49:54  |
| 6     | Сергій Курочкін      | Україна    | 01:50:08  |
| 7     | Феліпе Азеведу       | Португалія | 01:50:20  |
| 8     | Олексій Сюткін       | Україна    | 01:50:33  |
| 9     | Роман Главатський    | Україна    | 01:50:41  |
| 10    | Педру Афонсу Гаспар  | Португалія | 01:50:50  |
| 11    | Данило Сапунов       | Україна    | 01:51:18  |
| 12    | Томмазо Крівелларо   | Італія     | 01:51:25  |
| 13    | Даріо Кітті          | Італія     | 01:51:39  |
| 14    | Антон Вітолін        | Україна    | 01:52:06  |
| 15    | Франтішек Кубінек    | Чехія      | 01:52:21  |
| 16    | Назарій Дорош        | Україна    | 01:53:02  |
| 17    | Лукас Сиска          | Словаччина | 01:53:18  |
| 18    | Маттіас Штайнвандтер | Італія     | 01:53:25  |
| 19    | Іван Пістоль         | Україна    | 01:54:12  |
| 20    | Дмитро Маляр         | Україна    | 01:54:46  |
| 21    | Дмитро Олійник       | Україна    | 01:55:13  |
| 22    | Матеуш Казмерчак     | Польща     | 01:55:41  |
| 23    | Михайло Климко       | Україна    | 01:57:13  |
| 24    | Томаш Кроупа         | Чехія      | 01:57:35  |
| 25    | Мацей Боднар         | Польща     | 01:57:49  |
| 26    | Віктор Альошин       | Росія      | 01:58:27  |
| 27    | Рафаель Домінгос     | Португалія | 01:59:00  |
| 28    | Віктор Генчіков      | Україна    | 01:59:15  |
| 29    | Руй Тенріньйо        | Португалія | 02:02:42  |
| 30    | Віталій Мусієнко     | Україна    | 02:18:01  |
| DNF   | Юстус Нішлаг         | Німеччина  | DNF       |
| DNF   | Олександр Рожков     | Україна    | DNF       |
| DNF   | Сергій Бадяк         | Україна    | DNF       |
| DNF   | Мелін Ілкер Гугуєнер | Туреччина  | DNF       |
| DNF   | Дмитро Федосенко     | Україна    | DNF       |
| DNF   | Кутсал Батухан Санлі | Туреччина  | DNF       |
| DNF   | Юліан Дем'янов       | Україна    | DNF       |
| DNF   | Іван Гришин          | Україна    | DNF       |
| DNS   | Александре Нобре     | Португалія | DNS       |